# Морж (град)
Морж (на френски: Morges; на латински: Morgiis) е град в Швейцария. Намира се в кантон Во, окръг Морж. Морж е и главен град на окръга. Разположен е на северния бряг на Женевското езеро. Има жп гара. Население 14 761 жители от преброяването през 2008 г.

## Личности
Известният полски пианист, композитор, политик и дипломат Игнаци Ян Падеревски е живял в града.